# Championnat du Danemark de football 1938-1939
Navigation
Saison précédente Saison suivante
La saison 1938-1939 du Championnat du Danemark de football était la 26e édition du championnat de première division au Danemark. Les 10 meilleurs clubs du pays sont regroupés au sein d'un poule unique où chaque formation rencontre tous ses adversaires 2 fois, à domicile et à l'extérieur. Le club classé dernier est relégué en D2 et remplacé par le champion de la division inférieure.
C'est le B 93 Copenhague qui remporte la compétition en terminant en tête de la poule. C'est le 7e titre de champion du Danemark de l'histoire du club.

## Les 10 clubs participants
| - KB Copenhague - B 93 Copenhague - BK Frem Copenhague - Boldklubben 1903 - Akademisk Boldklub | - AaB Aalborg - AGF Aarhus - Fremad Amager - Promu de D2 - Hobro IK - Vejen SF |

## Compétition

### Classement
Le barème utilisé pour établir le classement est le suivant :
- Victoire : 2 points
- Match nul : 1 point
- Défaite : 0 point

| Rang | Équipe               | Pts | J  | G  | N | P  | Bp | Bc | Diff |
| ---- | -------------------- | --- | -- | -- | - | -- | -- | -- | ---- |
| 1    | B 93 Copenhague      | 31  | 18 | 15 | 1 | 2  | 75 | 21 | +54  |
| 2    | KB Copenhague        | 24  | 18 | 10 | 4 | 4  | 45 | 30 | +15  |
| 3    | Akademisk Boldklub   | 20  | 18 | 9  | 2 | 7  | 48 | 39 | +9   |
| 4    | AaB Aalborg          | 18  | 18 | 7  | 4 | 7  | 31 | 28 | +3   |
| 5    | BK Frem Copenhague   | 18  | 18 | 8  | 2 | 8  | 44 | 41 | +3   |
| 6    | Boldklubben 1903 (T) | 18  | 18 | 8  | 2 | 8  | 43 | 41 | +2   |
| 7    | AGF Aarhus           | 18  | 18 | 6  | 6 | 6  | 33 | 32 | +1   |
| 8    | Hobro IK             | 15  | 18 | 5  | 5 | 8  | 29 | 37 | -8   |
| 9    | Fremad Amager (P)    | 13  | 18 | 5  | 3 | 10 | 32 | 57 | -25  |
| 10   | Vejen SF             | 5   | 18 | 2  | 1 | 15 | 19 | 73 | -54  |

|  | Champion du Danemark 1938-1939                         |
|  | Relégation en deuxième division                        |
|  | (T) : Tenant du titre (P) : Promu de deuxième division |

## Bilan de la saison
| Tableau d'Honneur                   |                 |
| Compétition                         | Vainqueur       |
| Championnat du Danemark de football | B 93 Copenhague |

| Promotion et relégation      |          |
| Relégué en deuxième division | Vejen SF |
| Promu en Meistersbaksserien  | Køge BK  |